# クラウズ〜雲の彼方へ〜
『クラウズ〜雲の彼方へ〜』（原題: Clouds）は2020年に配信されたアメリカ合衆国の伝記映画である。監督はジャスティン・バルドーニ、主演はフィン・アーガスが務めた。本作はローラ・ソビアックが2014年に発表した回想録『Fly a Little Higher: How God Answered a Mom's Small Prayer in a Big Way』を原作としている。なお、原題はザック・ソビアックが最後に完成させた楽曲から取られたものである。

## 概略
2012年秋。高校生のザック・ソビアックは骨肉腫と闘病していた。そんなある日、ザックが高校のイベントで一曲歌ったところ、予想以上に見事なパフォーマンスを披露することができた。親友のサミーはザックに音楽の才能があると確信し、自作の曲を作るよう勧めた。また、長らく片思いをしていた同級生（エイミー）をピクニックに誘うことに成功もし、ザックは久々に気分が高揚するのを感じた。ところが、そんなザックを待っていたのは非情な現実であった。骨肉腫が末期の段階に達してしまい、医者から余命半年を宣告されたのである。
ザックはサミーの協力の下、残された時間で楽曲の製作に取り組むことにした。サミーがザックの曲をYouTubeにアップロードしたところ、想像以上の再生数を記録した。喜ぶザックだったが同時に空しさも感じていた。「俺は人生で動画がヒットする以上のことを成し遂げられないのか」と。しかし、翌年の春、誰もが予想していなかった奇跡が起こる。

## キャスト
※括弧内は日本語吹替。
- ザック・ソビアック（英語版）：フィン・アーガス（入野自由）
- エイミー・アダムル：マディソン・アイズマン（清水理沙）
- サミー・ブラウン：サブリナ・カーペンター（白石涼子）
- ミルトン・ウィーヴァー：リル・レル・ハウリー（駒谷昌男）
- ロブ・ソビアック：トム・エヴェレット・スコット（綱島郷太郎）
- ローラ・ソビアック：ネーヴ・キャンベル（大坂史子）
- グレース・ソビアック：サマー・H・ハウエル（田中有紀）
- サム・ソビアック：ディラン・エヴェレット（中尾智）
- アリ:ヴィヴィアン・エンディコット・ダグラス（鈴木咲）
- 本人：ジェイソン・ムラーズ
- CNNのレポーター：エミリー・バルドーニ

## 製作
2016年2月1日、ワーナー・ブラザース映画が本作の製作に着手しており、ジャスティン・バルドーニが監督に起用されたと報じられた。2019年9月、フィン・アーガス、マディソン・アイズマン、サブリナ・カーペンターの出演が決まった。10月、ネーヴ・キャンベル、リル・レル・ハウリー、トム・エヴェレット・スコットがキャスト入りした。

## 音楽
2019年11月19日、ブライアン・タイラーが本作で使用される楽曲を手がけるとの報道があった。2020年9月25日、ワンリパブリックが歌う劇中曲「Wild Life」がシングルとして発売された。10月16日、本作のサウンドトラックが発売された。11月6日、ウォルト・ディズニー・レコードが本作のスコアアルバムを発売した。

## マーケティング
2020年5月14日、新型コロナウイルスの流行が収束の兆しを見せないことを受けて、ワーナー・ブラザース映画が本作の権利をDisney+に売却したと報じられた。9月10日、本作のオフィシャル・トレイラーが公開された。

## 評価
本作は批評家から好意的に評価されている。映画批評集積サイトのRotten Tomatoesには25件のレビューがあり、批評家支持率は76%、平均点は10点満点で6.6点となっている。サイト側による批評家の見解の要約は「観客の感動を狙っているシーンの中には、不発に終わっているものがあるが、『クラウズ〜雲の彼方へ〜』は他のほとんどのヤングアダルト映画より出来の良い作品である。また、同作はジャスティン・バルドーニ監督の技量を証明する作品でもある。」となっている。また、Metacriticには7件のレビューがあり、加重平均値は55/100となっている。